# Małgorzata Tlałka-Długosz
Małgorzata Tlałka-Długosz (ur. 27 kwietnia 1963 w Zakopanem) – polska narciarka alpejska, startująca od 1985 roku w barwach Francji; trenerka. Wielokrotna mistrzyni Polski i Francji.

## Kariera
Córka Jana Tlałki (łyżwiarza szybkiego WKS Zakopane, mistrza i rekordzisty Polski) i Władysławy Stopkówny (narciarka, biegaczka, członkini kadry narodowej).
Narciarka (174 cm, 64 kg), specjalistka konkurencji alpejskich, reprezentantka WKS Legii Zakopane (1978–1985), wychowanka trenera klubowego Stanisława Gogólskiego i podopieczna trenerów kadry: Tadeusza Kaima i Andrzeja Kozaka i francuskiego Ski Club La Clusaz (1986–1991). Wraz z siostrą Dorotą, jako pierwsze polskie alpejki znalazły się w ścisłej czołówce narciarstwa alpejskiego, zajmując punktowane miejsca w zawodach o Pucharze Świata, mistrzostwach świata i igrzyskach olimpijskich.
W październiku 1985, by móc kontynuować karierę sportową, pozostać z siostrą (która wyszła za mąż za Christiana Mogore) we Francji i otrzymać obywatelstwo tego kraju, zawarła fikcyjny związek małżeński z młodszym bratem Christiana. Po decyzji PZN, uniemożliwiającej starty jako reprezentantki Polski w zawodach międzynarodowych najwyższej rangi, kontynuowała karierę narciarską, reprezentując Francję.
9-krotna mistrzyni Polski: w slalomie (1982, 1984–1985), slalomie gigancie (1984–1985), supergigancie (1985) i kombinacji (1983–1985). 4-krotna wicemistrzyni kraju: w slalomie (1981), slalomie gigancie (1981) i kombinacji (1981–1982). 2-krotna mistrzyni Francji: w slalomie (1987) i slalomie równoległym (1988). 2-krotna wicemistrzyni Francji: w slalomie (1986) i slalomie gigancie (1986). Uczestniczka MŚ: 1982 Schladming: 28 m. (slalom gigant), nie ukończyła (slalom), 9 m. (kombinacja); 1985 Bormio: 27 m. (slalom gigant), 7 m. (slalom), 16 m. (kombinacja); 1987 Crans-Montana: 7 m. (slalom gigant), 16 m. (supergigant), 6 m. (slalom specjalny). Miejsca w Pucharze Świata: 1982: 30 m., 1983: 22 m., 1984: 23 m., 1985: 28 m., 1986: 22 m. 4-krotna medalistka Uniwersjady: 1983 Borowiec: 3m. (slalom), 3 m. (slalom gigant); 1985 Belluno: 2 m. (kombinacja); 1991 Sapporo: 1 m. (kombinacja). Zwyciężczyni zawodów Wielka Nagroda Słowacji (1985 – slalom, kombinacja).
Olimpijka z Sarajewa 1984 (6. miejsce w slalomie) i Calgary 1988, gdzie dla Francji wywalczyła 19. miejsce w slalomie gigancie.
W Plebiscycie „Przeglądu Sportowego” na najlepszych sportowców Polski (1983) zajęła 10. miejsce.
W 2019 została odznaczona Krzyżem Kawalerskim Orderu Odrodzenia Polski.
Mężatka (Piotr Długosz), ma troje dzieci: Piotra, Dorotę i Jana. Mieszka w Zakopanem. Fundatorka, prezes i trenerka w Fundacji Integracji Przez Sport Handicap Zakopane.

## Osiągnięcia

### Igrzyska olimpijskie
| Miejsce | Dzień     | Rok  | Miejscowość | Konkurencja | Czas biegu | Strata | Zwyciężczyni    |
| ------- | --------- | ---- | ----------- | ----------- | ---------- | ------ | --------------- |
| 6.      | 13 lutego | 1984 | Sarajewo    | Slalom      | 1:36,47    | +1,50  | Paoletta Magoni |
| 19.     | 24 lutego | 1988 | Calgary     | Gigant      | 2:06,49    | +7,90  | Vreni Schneider |

### Mistrzostwa świata
| Miejsce | Dzień       | Rok  | Miejscowość   | Konkurencja | Czas biegu | Strata     | Zwyciężczyni    |
| ------- | ----------- | ---- | ------------- | ----------- | ---------- | ---------- | --------------- |
| 9.      | 31 stycznia | 1982 | Schladming    | Kombinacja  | 8,99 pkt   | +56,87 pkt | Erika Hess      |
| 28.     | 2 lutego    | 1982 | Schladming    | Gigant      | 2:37,17    | +7,51      | Erika Hess      |
| DNF1    | 6 lutego    | 1982 | Schladming    | Slalom      | 1:41,60    | -          | Erika Hess      |
| 16.     | 4 lutego    | 1985 | Bormio        | Kombinacja  | 18,72 pkt  | +86,55 pkt | Erika Hess      |
| 27.     | 6 lutego    | 1985 | Bormio        | Gigant      | 2:18,53    | +6,00      | Diann Roffe     |
| 7.      | 9 lutego    | 1985 | Bormio        | Slalom      | 1:29,58    | +0,96      | Perrine Pelen   |
| 7.      | 5 lutego    | 1987 | Crans-Montana | Gigant      | 2:21,22    | +2,75      | Vreni Schneider |
| 6.      | 7 lutego    | 1987 | Crans-Montana | Slalom      | 1:33,30    | +1,89      | Erika Hess      |

### Puchar Świata

#### Miejsca w klasyfikacji generalnej
- sezon 1980/1981: 76.
- sezon 1981/1982: 30.
- sezon 1982/1983: 22.
- sezon 1983/1984: 23.
- sezon 1984/1985: 28.
- sezon 1985/1986: 22.
- sezon 1986/1987: 25.
- sezon 1987/1988: 72.

#### Miejsca na podium w zawodach
1. Schruns – 16 stycznia 1983 (slalom) – 2. miejsce
2. Vysoké Tatry – 12 lutego 1983 (slalom) – 3. miejsce
3. Furano – 20 marca 1983 (slalom) – 3. miejsce
4. Kranjska Gora – 1 grudnia 1983 (slalom) – 3. miejsce
5. Piancavallo – 17 grudnia 1983 (slalom) – 2. miejsce
6. Heavenly Valley – 22 marca 1985 (slalom) – 3. miejsce
7. Waterville Valley – 18 marca 1986 (slalom) – 2. miejsce
8. Mellau – 11 stycznia 1987 (slalom) – 3. miejsce